# Gabriel Garko
Gabriel Garko, nacido Dario Gabriel Oliviero (Turín, 12 de julio de 1972) es un actor italiano.
Actor de cine y televisión, trabaja sobre todo en la pequeña pantalla. Empezó su carrera a finales de los años noventa y alcanzó notoriedad en 2006 con la ficción televisiva El honor y el respeto, donde interpreta al jefe mafioso Tonio Fortebracci, papel que le da la fama. Gabriel Garko en 2016 presentó el Festival de la Canción de San Remo con Carlo Conti, Mădălina Ghenea y Virginia Raffaele.

## Biografía
Según diversas fuentes, nació como Dario Oliviero el 12 de julio de 1974 en Séptimo Torinese, o quizás en Turín dos años antes. El nombre artístico de Garko parece inspirado en el apellido de su madre: Garchio. Es bastante alto, 1,92 m, y ganó el título de El más bonito que Italia. Hizo la "mili" con los carabinieri.
El actor tiene además tres hermanas. Actualmente vive en Zagarolo (RM).
Es hincha de la Juventus, habla también inglés y francés, tiene 4 perros, algunos gatos y además práctica culturismo, natación, equitación y esquí.

## Carrera

### Inicios
Después haber realizado algunas fotonovelas y formar parte del coro de baile del programa Bromas aparte en el 1993, en el 1995 debuta como protagonista, junto con Francesca Dellera, en el cortometraje Demasiado caliente, presentado al Festival internacional de arte cinematográfica de Venecia y dirigido por Roberto Rocco, que lo dirige también en Una mujer en fuga (1996) y Ángel negro (1998), esta última junto con actores del calibre de Ben Gazzara, Máximo Ranieri, Giuliana De Sio y Sonia Grey. 
Su carrera televisiva prosigue con la miniserie tv, La señora de la ciudad (1996), de Beppe Cino, y bajo las órdenes de Pier Francesco Pingitore, en Tres estrellas y Villa Ada. La película El mordido de la serpiente y Ojos verde veneno ambas de Luigi Parisi, que será también uno de los tres encargados de dirigirlo en la serie televisiva de éxito El bonito de las mujeres, de 2001 al 2003 en Canal 5. Entre 2001 y 2002 vuelve al cine con Las hadas ignoranti de Ferzan Özpetek, Callas forever de Franco Zeffirelli y Sentido 45 de Tinto Brass, estos últimos con escenas de desnudo integral.
En 2002 hace un calendario de desnudo artístico para la revista Max. En 2004 presta su voz al príncipe de la versión italiana del videojuego Prince of Persia: Warrior Within. El 19 de diciembre de 2005 presenta al cine y la tele italiana con ocasión de los XX Juegos olímpicos de invierno de Turín.

### El éxito

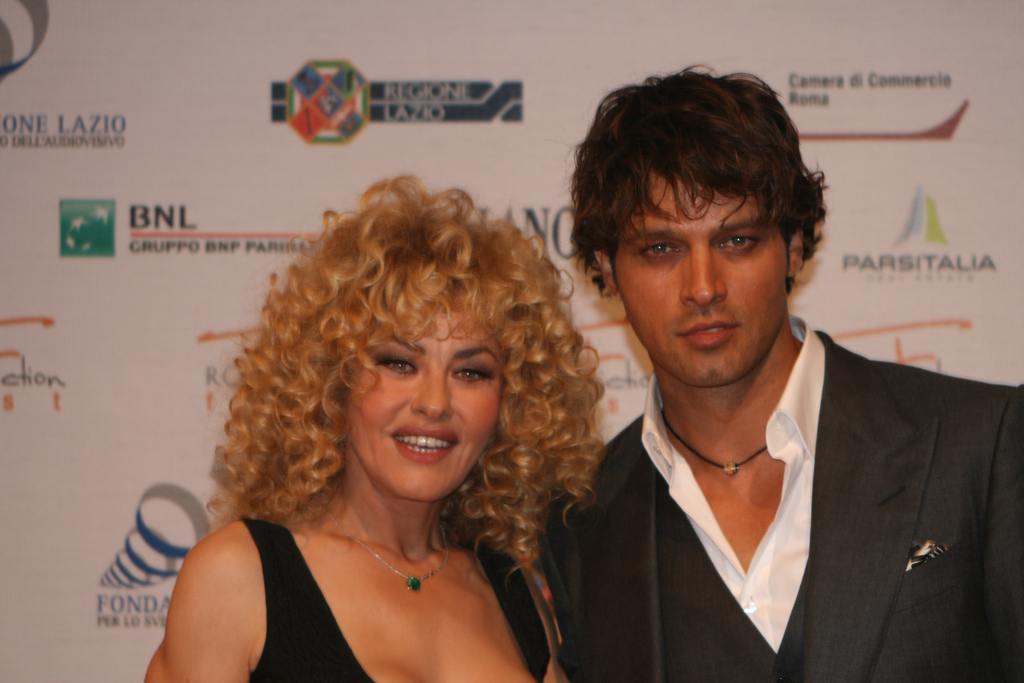
Gabriel Garko con Eva Grimaldi en la Roma Fiction Fest

En 2006 es protagonista de la miniserie tv El honor y el respeto de Salvatore Samperi, donde interpreta el rol del mafioso Tonio Fortebracci junto, entre otros, a Serena Autieri, Manuela Arcuri, Giancarlo Giannini y Virna Lisi. Su interpretación le vale un enorme éxito de público. En 2007, después cinco años de ausencia, vuelve a las salas con la película de Leonardo Pieraccioni, Una moglie bellissima a la cual sigue en 2008 Esperando el sol de Aguja Panini. En 2008 interpreta por primera vez en su carrera a un sacerdote en la película Yo te absuelvo, de Monica Vullo. En el mismo año es protagonista de la miniserie La sangre y la rosa, de Salvatore Samperi junto con Luigi Parisi y Luciano Odorisio; con él, un casting de excepción, formado entre otros de Virna Lisi, Giancarlo Giannini, Ornella Muti, Isabella Orsini y Alessandra Martines. En el otoño de 2009 es protagonista de El honor y el respeto - Parte segunda, de Salvatore Samperi.

### De 2010 a 2014
En el otoño de 2010 es protagonista, junto con Sabrina Ferilli, del telefilme Caldo criminale, de Eros Puglielli. En el mismo año es protagonista de la serie de televisión El peccato y la vergüenza dando vida a Nito Valdi, un policía que perseguía a la dulce Carmen Tabacos (Manuela Arcuri). Gracias a la interpretación de Garko, Nito Valdi ha sido definido el personaje más malo de la televisión italiana. El mismo Garko ha declarado en una entrevista al periódico que algunas personas lo identificaron tanto con ese personaje que recibió amenazas de muerte.
En 2011 aparece en la serie Sangre caliente, protagonizada por Asia Argento, Manuela Arcuri, Francesco Testi y Bruno Eyron. En el mismo año es protagonista de la miniserie de género thriller Rostro de ángel, junto con Cosima Coppola, actriz con el cual tenía ya trabajó en El honor y el respeto y que había compartido con él el rol de protagonista. En 2012 vuelve a El honor y el respeto - Parte tercera, junto a Eric Roberts, Toni Bertorelli y Giuliana De Sio. 

### 2015-2016
En la temporada 2015-2016 es protagonista de la cuarta temporada de El honor y el respeto, y de la nueva ficción No ha sido mío hijo con Stefania Sandrelli (que sustituye a Virna Lisi), Alessandra Barzaghi, Massimiliano Morra, Adua Del Vesco y Roberta Giarrusso.
El 20 de julio de 2015 empieza a trabajar a en el rodaje de la quinta temporada de El honor y el respeto, que acaban en el diciembre del mismo año. Será transmitida en 2016.

## Filmografía

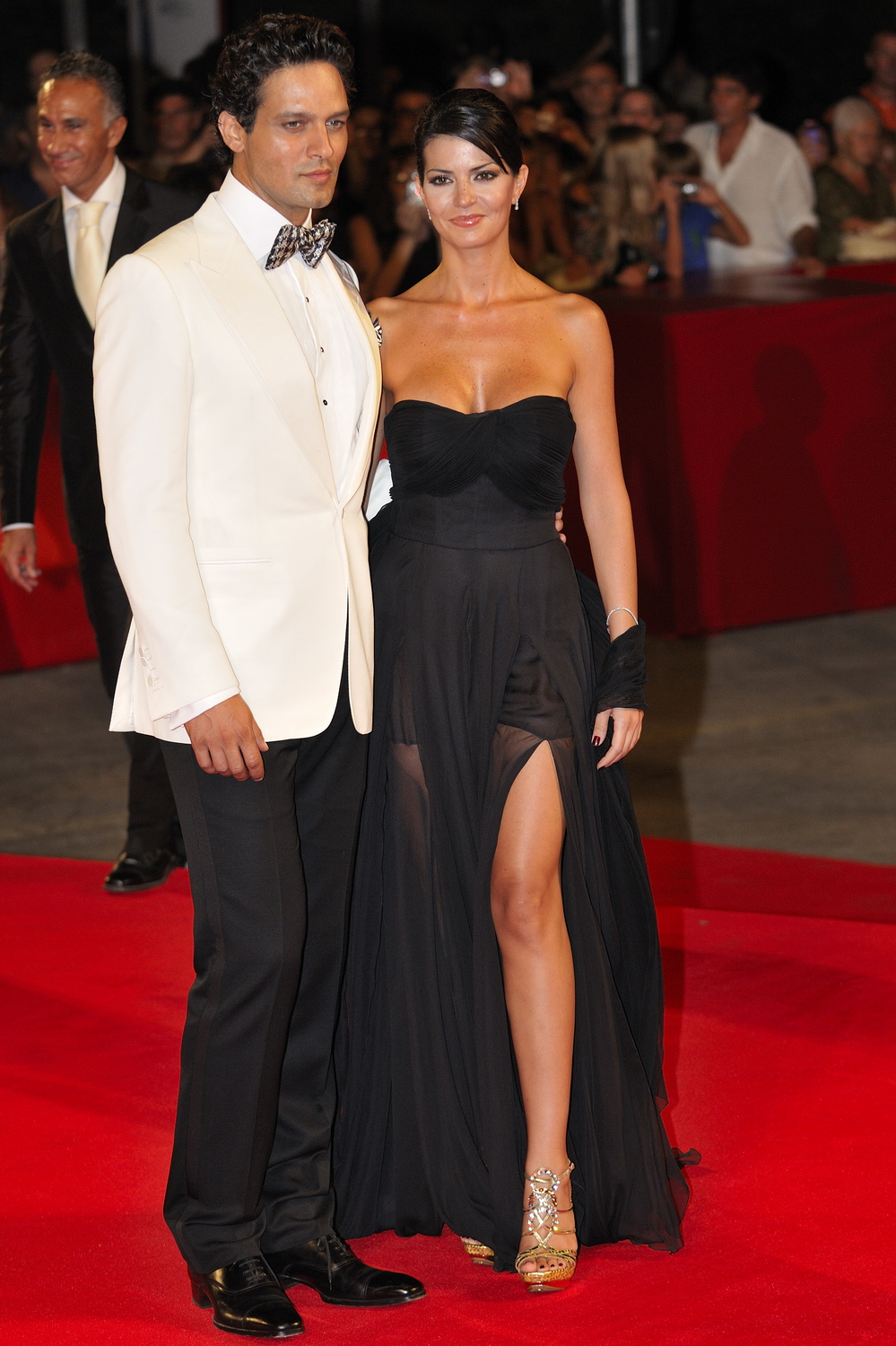
Gabriel Garko con Laura Torrisi a la 66.ª Muestra internacional de arte cinematográfica de Venecia (2009)

### Cine
- Una mujer en fuga, de Roberto Rocco (1996)
- Mashamal - Vuelta al desierto, de Paolo Fundado (1998)
- Paparazzi, regia de Negros Parientes (1998)
- Le fate ignoranti, de Ferzan Özpetek (2001)
- Callas Forever, de Franco Zeffirelli (2002)
- Sentido '45, de Tinto Brass (2002)
- Una moglie bellissima, de Leonardo Pieraccioni (2007)
- Esperando el sol, de Aguja Panini (2008)
- Incompresa, de Asia Argento (2014)

### Tele
- Vida con los hijos, regia de Dino Risi, (1991)
- Demasiado caliente regia de Roberto Rocco (1995)
- La señora de la ciudad, regia de Beppe Cino (1996)
- Ángel negro, regia de Roberto Rocco (1998)
- Villa Ada, regia de Pier Francesco Pingitore (1999)
- Tres estrellas, regia de Pier Francesco Pingitore (1999)
- El mordido de la serpiente, regia de Luigi Parisi (1999)
- El bonito de las mujeres, regia de Lidia Montanari, Luigi Parisi, Maurizio Ponzi y Giovanni Soldati (2001-2003)
- Ojos verde veneno, regia de Luigi Parisi (2001)
- Los colores de la vida, regia de Stefano Reali (2005)
- El honor y el respeto, regia de Salvatore Samperi (2006-en curso)
- Yo te absuelvo, regia de Monica Vullo (2008)
- La sangre y la rosa, regia de Salvatore Samperi, Luigi Parisi y Luciano Odorisio (2008)
- Caliente criminal, regia de Eros Puglielli (2010)
- El peccato y la vergüenza, regia de Alessio Inturri y Luigi Parisi (2010-2014)
- Sangre caliente, regia de Luigi Parisi y Alessio Inturri (2011)
- Rostro de ángel, regia de Eros Puglielli (2011)
- Rodolfo Valentino - La leyenda, regia de Alessio Inturri (2014)
- No ha sido mío hijo (2016)
- Festival de Sanremo (2016)

## Doblaje
En algunas ocasiones de los primeros años de carrera, Gabriel Garko ha sido doblado. Los actores que le han prestado la voz son:
- Francesco Prando en La villa de los misteri, Villa Ada, Tres estrellas, El bonito de las mujeres (solo 1ª temporada);
- Francesco Bulckaen en Sentido '45.

## Variedades
- Bromas aparte (Canale 5, 1993) Ballerino
- Festival de Sanremo (Rai 1, 2016) Valletto

## Spots publicitarios
- Omnitel - (1997)
- Poste italiane - (2010)

### Premios y reconocimientos
- Roma Fiction Fest 2009 - Premio del público como mejor actor, asignado de la Giuria Sonrisas y Canciones TV, para La sangre y la rosa
- Roma Fiction Fest 2010 - Premio del público como mejor actor, asignado de la Giuria Sonrisas y Canciones TV, para la categoría Larga serie, para El honor y el respeto 2
- Roma Fiction Fest 2013 - Premio del público como mejor actor, asignado de la Giuria Sonrisas y Canciones TV, para El honor y el respeto 3